# Carlos Peinado (baloncestista)
Carlos Javier Peinado Stagnero (Montevideo, 23 de diciembre de 1954) es un exbaloncestista y periodista uruguayo.

## Carrera
Representó a su país en los Juegos Olímpicos de Los Ángeles 1984. Fue el abanderado en la ceremonia inaugural. Su equipo quedó clasificado en sexto lugar.
Actualmente es comentarista principal número uno de los partidos más importantes de la Liga Uruguaya de Básquetbol, muchos años al lado de Alberto Sonsol en los relatos para la empresa Tenfield que se emiten en vivo y en forma exclusiva por la señal de VTV. Actualmente lleva las transmisiones junto a Diego Jokas o Alejandro "Lali" Sonsol

## Clubes
| Club                        | País      | Año       |
| --------------------------- | --------- | --------- |
| Sporting                    | Uruguay   | 1970-1975 |
| Gimnasia y Esgrima La Plata | Argentina | 1975-1978 |
| Sporting                    | Uruguay   | 1978-1979 |
| Bohemios                    | Uruguay   | 1980-1985 |
| Sporting                    | Uruguay   | 1985      |
| Hebraica Macabi             | Uruguay   | 1986-1992 |
| Malvín                      | Uruguay   | 1993      |

## Vida personal
Está casado con Martha Lerena , y tienen tres hijos: Diego Peinado (futbolista), Danilo Peinado (futbolista) y Guzmán Andrés (estudiante de ingeniería alimentaria).